# USA Today
USA Today é um jornal diário nacional dos Estados Unidos, publicado pela Gannett Company e fundado por Allen Neuharth em 15 de setembro de 1982. O jornal é o de maior circulação por todo Estados Unidos (cerca de mais de 2,25 milhões de cópias toda semana). A sede do jornal está localizada em McLean, Virginia, Estados Unidos.
O USA Today compartilha a posição de ter a maior circulação do que qualquer outro jornal nos Estados Unidos, ao lado do The Wall Street Journal e do The New York Times. o jornal é distribuído em 50 estados, no Distrito de Columbia, Porto Rico, Canadá, Ásia/Pacífico e Europa. A publicação atinge cerca de 7 milhões de leitores por dia.